# 陸繩
陸繩，生卒年不詳，號古愚，江蘇吳江人。清朝時期的金石學家。秉承家學，隸書直追漢人。遷居「潭西精舍」，所交皆四方的名士，尤其喜愛金石刻。曾騎驢、自備糧食，遍游長清、歷域，山岩古刹，搜得《神通寺選象》十八種以及種靈岩寺諸小石紀百餘種，皆予以紀錄。又曾刻金石款識列為屏幅，而他所使用的砑蠟法，相比使用毡搨，更加快速且方便。